# 地軸変更計画
『地軸変更計画』（ちじくへんこうけいかく、原題 仏: Sans dessus dessous ）は、1889年に刊行されたジュール・ヴェルヌのSF小説。

## 概要
ポールシフトを題材としており、『月世界旅行』の続編で併せて「大砲クラブもの」と呼ばれる。複数の一様多面体を発見したアルベール・バドゥロー (Albert Badoureau) という数学者がヴェルヌに送った原案をもとにして書かれた作品で、前作では脇役だったマストンが主役になる。従来のあらゆる火薬よりも遙かに強力な「メリ＝メロナイト」が登場する。
なお、この世界は前述のように『月世界旅行』と同一世界観だが、同じヴェルヌ作品でも『ハテラス船長の冒険』については本文中の脚注で「北極点を目指した探検家のリストにハテラス船長がいないのは彼が架空の人物だから」と別世界であることが明記されている。

## あらすじ
19世紀末のアメリカで、北極圏の領有を目論む団体が設立される。各国から競売のために様々な思惑を持った人物たちが集まる。北極の石炭鉱床開発のために、かつて月世界旅行に使用した巨大コロンビヤード砲の技術を応用して地軸を変更して北極を温暖化しようと（ついでに地軸を黄道面に垂直にして四季の変化を無くすことも）試みる。

## 登場人物
- J. T. マストン (J.-T. Maston) - 数学者であり、熱血漢で大砲クラブの秘書役を務める。
- インピー・バービケイン (Impey Barbicane) - 大砲クラブの会長で冷静沈着で不屈の精神を持つ。
- ニコル大尉 (Capitaine Nicholl) - かつてはバービケインと反目していたが改善して、従来のあらゆる火薬よりも遙かに強力な「メリ＝メロナイト」を発明した。
- アルシッド・ピエルドゥー (Alcide Pierdeux) - 北極圏の土地に関心を持つフランスの鉱山局の技師。
- スコービット夫人 (Mrs. Evangelina Scorbitt) - 未亡人で事業のために私財を提供する。

## 日本語訳
- ジュール・ベルヌ 著、白木茂 訳『地球の危機』偕成社〈ベルヌ名作全集 4〉、1968年。 - 少年向けの抄訳。
- ジュール・ヴェルヌ 著、榊原晃三 訳『地軸変更計画』ジャストシステム、1996年5月。ISBN 4-88309-422-7。
  - ジュール・ヴェルヌ 著、榊原晃三 訳『地軸変更計画』東京創元社〈創元SF文庫〉、2005年9月。ISBN 4-488-60606-7。
- ジュール・ヴェルヌ 著、石橋正孝 訳『地球から月へ 月を回って 上も下もなく』インスクリプト〈ジュール・ヴェルヌ〈驚異の旅〉コレクション 2〉、2017年1月。ISBN 978-4-900997-44-8。